# Sarcocornia blackiana
Sarcocornia blackiana là loài thực vật có hoa thuộc họ Dền. Loài này được (Ulbr.) A.J. Scott miêu tả khoa học đầu tiên năm 1978.